# ラーコーツィ家

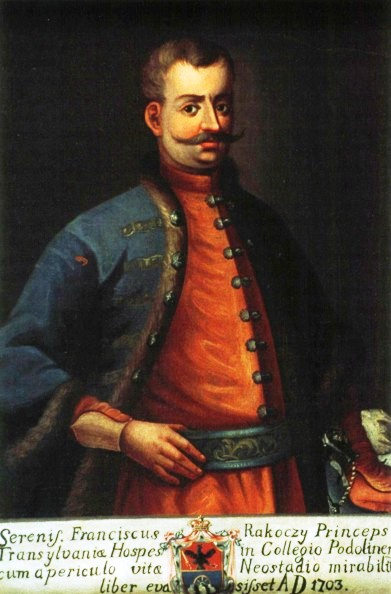
ラーコーツィ・フェレンツ2世

ラーコーツィ家（ハンガリー語：Rákóczi / Rákóczy）は、13世紀から18世紀まで続いたハンガリー貴族の家系。

## 歴史
一族に富と権力をもたらしたのは1607年にトランシルヴァニア公国の選挙君主となったラーコーツィ・ジグモンドである。17世紀の数十年間、ラーコーツィ家はハンガリー王国で最も裕福な上級貴族であった。一族中で最も有名なのは、反ハプスブルクを掲げたハンガリー独立戦争（1703年 - 1711年）の指導者となったラーコーツィ・フェレンツ2世である。フェレンツ2世は反乱中、ハンガリー王国等族連盟の統治首長（fejedelem）、およびトランシルヴァニア公に選ばれた。反乱が失敗に終わった後、ラーコーツィ家の膨大な財産は没収された。一族はフェレンツ2世の息子ジェルジ（hu:Rákóczi György (1701–1756)）の死によって絶えた。
伝説的なサンジェルマン伯爵は、一部の人々からラーコーツィ・フェレンツ2世の息子だと信じられている。

## その他
ビハリ・ヤーノシュによって作曲され、エクトル・ベルリオーズによって『ファウストの劫罰』に引用された「ラーコーツィ行進曲」は、一族の物語に言及している。この行進曲はフランツ・リストの「ハンガリー狂詩曲」第15番にも引用された。

## 主な人物
以下の人物が有名である。
- ラーコーツィ・ジグモンド（? - 1608年）…トランシルヴァニア公（在位1607年 - 1608年）
- ラーコーツィ・ジェルジ1世（1591年 – 1648年）…トランシルヴァニア公（在位1630年 – 1648年）、ジグモンドの息子
- ラーコーツィ・ジェルジ2世（1621年 - 1660年）…トランシルヴァニア公（在位1648年 - 1657年）、ジェルジ1世の息子
- ラーコーツィ・フェレンツ1世（1645年 - 1676年）…トランシルヴァニア公（父の共同統治者として）、ジェルジ2世の息子
- ラーコーツィ・フェレンツ2世（1676年 - 1735年）…トランシルヴァニア公（在位1704年 - 1711年）、フェレンツ1世の息子